# Salto Las Cachanas
Salto Las Cachanas är ett vattenfall i Mexiko.   Det ligger i delstaten Chihuahua, i den nordvästra delen av landet, 1 400 km nordväst om huvudstaden Mexico City. Salto Las Cachanas ligger 1 936 meter över havet.
Terrängen runt Salto Las Cachanas är kuperad. Runt Salto Las Cachanas är det mycket glesbefolkat, med 2 invånare per kvadratkilometer. Omgivningarna runt Salto Las Cachanas är i huvudsak ett öppet busklandskap.